# Gare de Bidos
La gare de Bidos est une gare ferroviaire française, qui est située sur le territoire de la commune de Bidos, dans le département des Pyrénées-Atlantiques. Elle suit la gare d'Oloron-Sainte-Marie, et est suivie de la gare de Lurbe-Saint-Christau, sur la ligne de Pau à Canfranc (frontière), dont la section entre Oloron et Bedous a rouvert le 26 juin 2016.

## Caractéristiques
La gare est située à proximité de l’usine Safran Landing Systems. Techniquement, elle est définie comme un Point d’Arrêt Non Géré (PANG). Les quais ont une longueur utile totale de 60 mètres et une largeur de 2,50 mètres, avec une zone ponctuellement plus large afin d’accueillir du mobilier de longueur supérieure à 1 mètre (ce qui correspond dans le projet à la zone d’implantation d’un abri-voyageurs).

## Desserte

### Desserte
La gare est desservie par :
- La ligne TER 55 des trains TER Nouvelle-Aquitaine qui effectuent des missions entre les gares de Pau , Bidos et Bedous. .La gare a généré 7950 voyageurs en 2024, soit une augmentation de 19,6% par rapport à 2023 (6647) avec une moyenne de 21,7 voyageurs par jour[2].

### Intermodalité
La gare de Bidos permet permet de faciliter l'intermodalité en réunissant différents modes de transports sur un même lieu.
- Arrêt de bus pour La Navette Périurbaine à proximité (Mairie de Bidos)
- Parking à vélo (non sécurisé)
- Station de location de vélos